# 宏利廣場
宏利廣場，原称国际贸易中心（英語：International Trade Tower）及丰树中心（英語：Mapletree Bay Point）是位于牛頭角观塘道348号的写字楼项目，与海濱匯、One Bay East及香港綠景NEO大廈同期兴建。大楼原为觀塘工廠大廈，Ingenhoven Architects及王董建筑师事务设计，五洋建设承建的商廈，于2017年10月落成，2018年4月正式入伙。
全幢大廈樓高19層，總樓面約70萬平方呎。
2014年1月，豐樹產業旗下的Suntone KB （HKSAR） Limited以37.69億港元投得牛頭角恒業街商業地皮，該地皮設有禁止拆售條款。當時豐樹產業預計項目會在2017年落成，但延至2018年才交付，可建樓面超過66萬方呎，同時項目亦是豐樹產業在香港首個寫字樓物業。
2019年3月，私募基金太盟投資集團（PAG）以近90億元向豐樹產業購入豐樹中心全幢商廈作收租用途。總樓面約70萬平方呎，平均呎價逾1.3萬元。

## 租戶
因大廈單層樓面超過3萬方呎，為區內少數有大面積樓面的商廈，故獲多家大型企業承租，包括成衣及採購公司VF和共享辦公室空間WeWork等。
2017年8月，Mott MacDonald以呎租約25元租用豐樹中心3樓全層。
2018年1月，威富公司以呎租25元租用豐樹中心8至10樓3層，總樓面約10.5萬平方呎。同年4月，威富公司以呎租約33元租用豐樹中心11、12樓及15樓半層樓面，合共約9萬平方呎，卓佳集團也以呎租約30元租用豐樹中心5及6樓，面積合共約71,558平方呎。到同年6月，滙豐集團以呎租約35元租用豐樹中心17及18樓2層樓面，面積合共約7萬平方呎 
2021年1月DHL以月租約300萬元租用20及21樓全層以及19樓半層樓面，合計面積約10萬方呎。

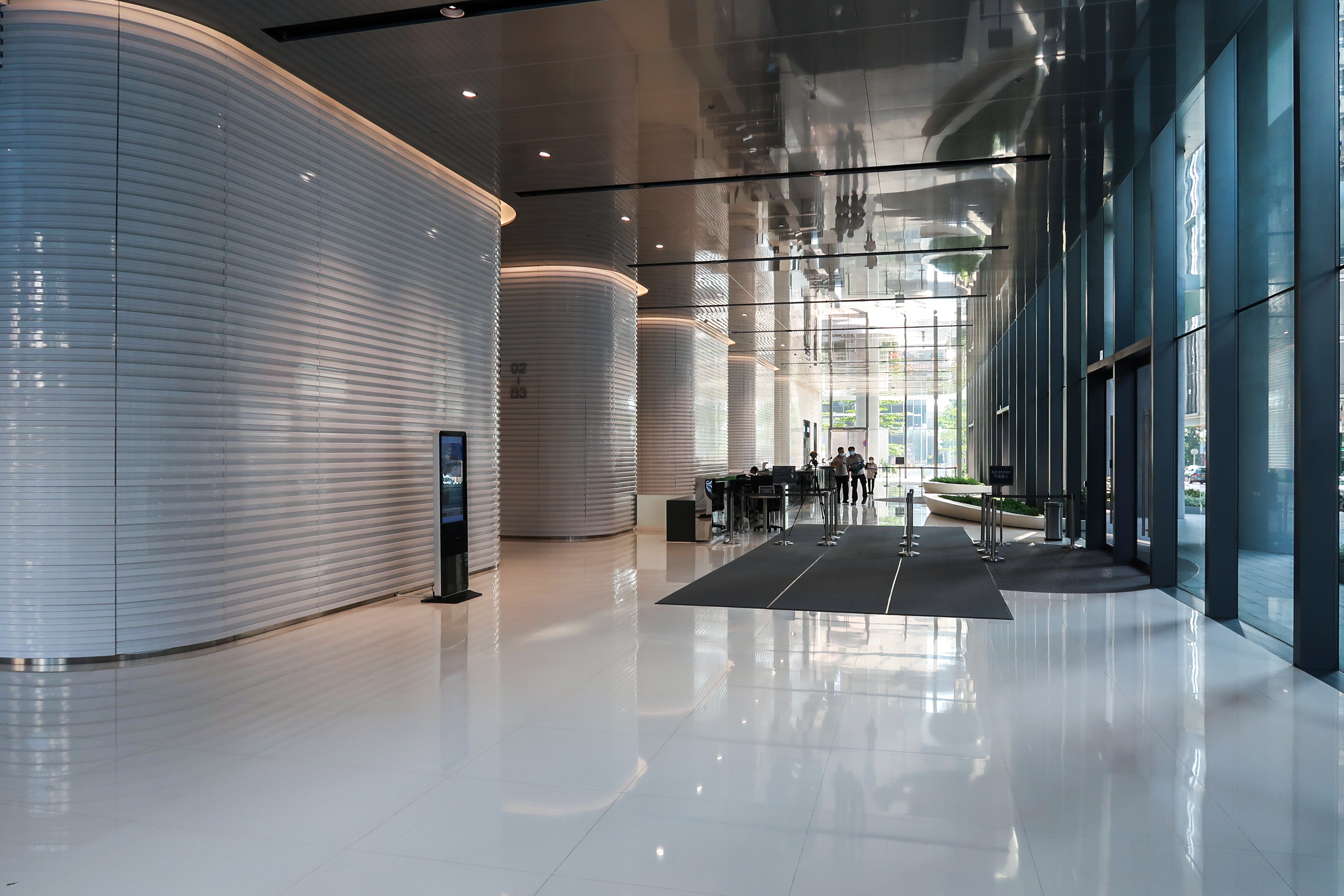
地下大堂

2021年4月宏利金融以月租约406萬承租觀塘國際貿易中心（ITT）4層、涉及14.5萬方呎樓面，成為自2019年7月以來最大宗甲級寫字樓租賃，亦是自2018年4月以來東九龍最大宗租務成交。大樓於2021年12月8日起更名為宏利廣場（Manulife Place）。

## 知名租戶
- 22/F至23/F：宏利金融
- 20/F至21/F：DHL
- 19/F：世邦魏理仕（1903室）、DHL
- 17/F至18/F：宏利金融（原租戶為滙豐集團，已於2021年遷出）
- 16/F：信諾
- 12/F及15/F半層樓面：Nike Hong Kong Limited（原租戶為威富公司，已於2021年遷出）
- 8/F：Farfetch
- 7/F：以星綜合通運股份有限公司（ZIM）
- 5/F至6/F及15/F半層樓面：卓佳集團
- 3/F：莫特麥克唐納香港有限公司（Mott MacDonald Hong Kong Limited）
- 1/F及2/F：Pure Fitness和來自台灣的Lagom Kaffe咖啡店[6]（2020年開幕[7]）[8]
- 地下：Starbucks

## 升降機配置
宏利廣場升降機服務樓層列表（一律採用三菱電機升降機）
- 3部來往2-7樓之升降機：G、2-3、5-7
- 5部來往8-16樓之升降機：G、8-12、15-16
- 5部來往17-23樓之升降機：G、17-23
- 2部消防及服務升降機：B3-B1、G、1-3、5-12、15-23
- 2部停車場專用之升降機：B3-B1、G、1-2

（不設以下樓層：4樓，13樓及14樓）

## 外部連結
- 國際貿易中心 （页面存档备份，存于）
- 起動九龍東 - 國際貿易中心 （页面存档备份，存于）